# Лопес, Фелисиано
Фелисиано Лопес Диас-Герра (исп. Feliciano Lopez Diaz-Guerra; род. 20 сентября 1981, Толедо) — испанский профессиональный теннисист. Победитель одного турнира Большого шлема в парном разряде (Открытый чемпионат Франции-2016); финалист одного турнира Большого шлема в парном разряде (Открытый чемпионат США-2017); пятикратный обладатель Кубка Дэвиса (2004, 2008, 2009, 2011, 2019) в составе национальной сборной Испании; победитель 13 турниров ATP (из них семь в одиночном разряде). Рекордсмен профессионального тура по количеству сыгранных подряд турниров Большого шлема, а также по общему количеству проигранных матчей на уровне ATP. 19 сезонов подряд (2002—2020) заканчивал год в топ-80 мирового рейтинга в одиночном разряде.

## Общая информация
Отец — Фелисиано; мать — Белен; есть брат — Виктор.
18 июля 2015 года Лопес женился на Альбе Каррийо. Церемония прошла в Толедо, и на ней присутствовали многие звёзды испанского тенниса того времени — Давид Феррер, Фернандо Вердаско, Алекс Корретха и ряд других. В марте 2017 Лопес и Каррийо развелись.
20 сентября 2019 года Лопес женился во второй раз на модели Сандре Гаго. 4 января 2021 года у супругов родился сын Дарио Лопес Гаго.
С 2019 года стал исполнительным директором турнира в Мадриде.

## Спортивная карьера

### Начало карьеры
Родившись в семье теннисного тренера, Фелисиано Лопес начал играть в теннис с пяти лет. В 1997 году дошёл до финала юниорского турнира Orange Bowl в возрастной категории до 16 лет, а на следующий год до полуфинала в категории до 18 лет. Также в 1998 году совместно с Хуаном Карлосом Ферреро вышел в финал юниорского Ролан Гаррос в парном разряде. В 1999 году стал финалистом чемпионата Европы среди юниоров в возрасте до 18 лет.
Первые матчи во взрослых официальных турнирах Лопес сыграл в 1996 году. В 1997 году выиграл первый титул уровня «сателлит», а в сентябре того же года провёл свои первые матчи в более старшей серии «челленджер» на Мальорке). В 1998 году дебютировал на соревнованиях ATP-тура. Первым для него стал турнир в Барселоне, где Фелисиано проиграл Иржи Новаку — 0-6, 2-6. В 1999 году он выиграл свои первые турниры категории «фьючерс» в одиночном и парном разряде. В 2000 году ему удалось через квалификацию попасть на один турнир основного тура — в Эшториле, где проиграл в первом раунде.
В январе 2001 года Лопес выиграл ещё один «фьючерс». В феврале в Винья-дель-Маре впервые вышел в четвертьфинал турнира ATP. В апреле сыграл первый парный финал в туре, пройдя туда в дуэте с Франсиско Ройгом на турнире на Мальорке. В мае того же года дебютировал на турнирах серии Большого шлема. На Открытом чемпионате Франции, выиграв три матча квалификации, в первом раунде он проиграл своему именитому соотечественнику Карлосу Мойя — 1-6, 4-6, 0-6. Также в 2001 году вышел в первый в карьере финал «челленджера» в одиночном разряде (в сентябре) и двух «челленджеров» в парах (с соотечественником Франсиско Ройгом).
В феврале 2002 года вышел в полуфинал в Буэнос-Айресе, а в марте в четвертьфинал в Делрей-Бич. В апреле Лопес сыграл в парном финале турнире в Валенсии в команде с Марком Лопесом. На Открытом чемпионате Франции выиграл первый матч на турнирах Большого шлема и вышел во второй раунд. В июне 2002 года, пробившись в четвёртый раунд Уимблдонского турнира, победив для этого двух посеянных соперников Гильермо Каньяса и Райнера Шуттлера, Лопес впервые вошёл в число ста сильнейших теннисистов мира. На дебютном для себя Открытом чемпионате США дошёл до второго раунда. В сентябре в Гонконге он победил четвёртую ракетку мира Марата Сафина и вышел в четвертьфинал. Той же стадии он достиг и на турнире в Токио. Закончил сезон на 62 месте в рейтинге теннисистов в одиночном разряде.

### 2003—2005 (первый титул в туре)
В начале 2003 года дебютировал на последнем для себя турнире серии Большого шлема Открытом чемпионате Австралии, где вышел в третий раунд. В феврале вышел в четвертьфинал в Дубае, а в апреле в Эшториле. Также в 2003 году становится чемпионом Испании, победив в финале Рафаэля Надаля, и снова дошёл до четвёртого круга на Уимблдоне. В июле вышел в полуфинал турнира в Штутгарте и Кицбюэле, дважды уступив Гильермо Кориа. Реванш Лопес взял в матче первого раунда на турнире серии Мастерс в Монреале, выиграв аргентинца на отказе. По итогу он на этом турнире вышел в четвертьфинал. В октябре до четвертьфинала он дошёл на турнирах в Вене и Базеле, а между ними на Мастерсе в Мадриде, где, пройдя № 7 в мире Карлоса Мойю, в пятый раз в сезоне обыграл теннисиста из топ-10. В парном разряде дебютировал в составе сборной Испании на Кубке Дэвиса. Первую игру за сборную он провёл в финале турнира с Алексом Корретхой, в трёх сетах проиграв Уэйну Артурсу и Тодду Вудбриджу.
В 2004 году Лопес также провёл одну игру за сборную, в матче первого круга взяв верх над Томашем Бердыхом из сборной Чехии. Больше за сборную в том сезоне он не сыграл, но в итоге Испания выиграла Кубок Дэвиса. В марте в Дубае он вышел в свой первый финал турнира АТР-тура, где проиграл первой ракетке мира Федереру. В мае прошёл в четвёртый раунд Открытого чемпионата Франции, в июне в третий раунд Уимблдона. В июле он доиграл до 1/4 финала в Кицбюэле, а в августе до третьнго раунда Олимпийского турнира в Афинах (победил во втором круге 12-ю ракетку мира Сафина, проиграл 13-й ракетке мира Грожану). На Открытом чемпионате США в одиночном разряде он проиграл в третьем раунде Ллейтону Хьюитту, а в парах он с Фернандо Вердаско дошёл до четвертьфинала. В октябре Лопес, наконец, выиграл первые титулы в Туре. На турнире в Вене он взял дебютный титул в одиночках, обыграв в финале Гильермо Каньяса, а затем в парном разряде стал победителем в Стокгольме в альянсе с Вердаско. Закончил год Лопес в числе 30 лучших теннисистов мира.
Сезон 2005 года начинает с двух четвертьфиналов в Дохе и Сиднее, а на Открытом чемпионате Австралии добрался до третьего раунда и после этого поднялся в топ-20. В феврале ему удалось выйти в полуфинал на турнире в Марселе, а в апреле в четвертьфинал в Эшториле и парный финал в Барселоне (с Рафаэлем Надалем). На Открытом чемпионате Франции он проиграл уже в первом раунде. В июне Лопес вышел в четвертьфинал турнира Большого шлема и в одиночном разряде, причём этим турниром становится нелюбимый испанскими теннисистами Уимблдон: последним испанским теннисистом, доходившим до этого этапа на Уимблдоне, был Мануэль Орантес в 1972 году. По пути в четвертьфинал Лопес победил посеянного пятым Марата Сафина.
В июле Фелисиано вышел в четвертьфинал на грунтовом турнире в Кицбюэле. В августе ему удалось дойти до финала на турнире в Нью-Хейвене. В решающем матче он уступил Джеймсу Блейку — 6-3, 5-7, 1-6. На Открытом чемпионате США он выбыл во втором раунде. До конца сезона ему только один раз удалось выйти в четвертьфинал — в октябре на турнире в Вене.

### 2006—2008 (победа в Кубке Дэвиса)

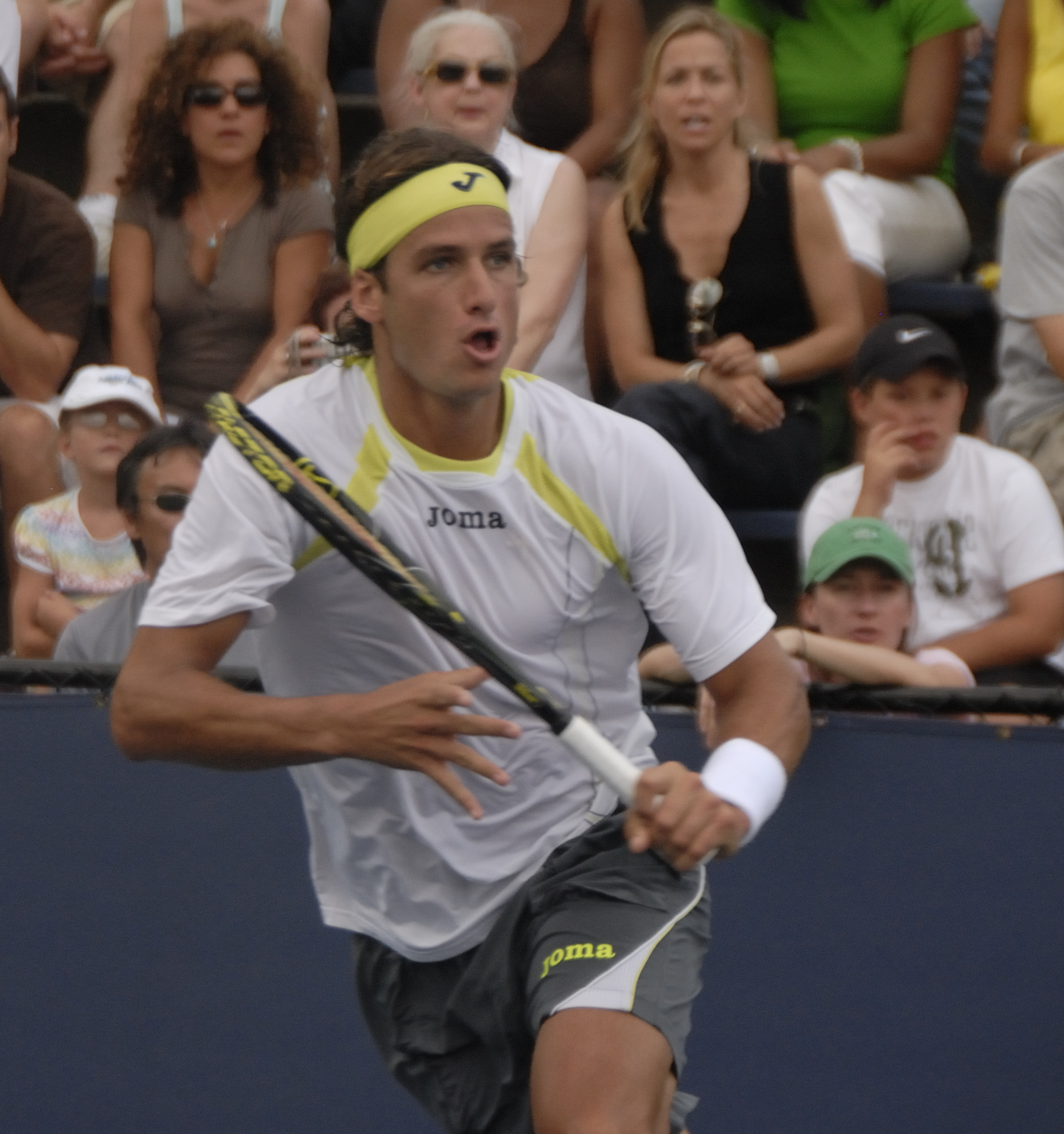
Лопес на Открытом чемпионате США 2008

На Открытом чемпионате Австралии 2006 года дошёл до третьего раунда, а на Открытом чемпионате Франции выбыл уже в первом раунде. Первый раз до четвертьфинала в сезоне он дошёл в июне на турнире в Ноттингеме. На Уимблдонском турнире он также уступил в первом раунде. В июле на грунтовом турнире в Гштаде ему удаётся выйти в финал. Для этого в матче 1/4 финала он выиграл у № 4 в мире Ивана Любичича — 7-6(4), 6-3, а в финале проиграл Ришару Гаске — 6-7(4), 7-6(3), 3-6, 3-6. На Открытом чемпионате США Лопес проиграл во втором раунде, хотя в первом вновь обыграл Любичича (№ 3 в мире на тот момент). До конца сезона он лишь один раз вышел в четвертьфинал в Туре на турнире в Стокгольме.
Открытый чемпионат Австралии 2007 года завершился для Лопеса во втором раунде. В феврале на турнире в Лас-Вегасе вышел в четвертьфинал. Пройдя квалификационный отбор, он попал на Мастерс в Майами, где доиграл до четвёртого раунда. На Открытом чемпионате Франции уступил в первом же раунде, а на Уимблдонском турнире в третьем. В июле на турнире в Штутгарте дошёл до полуфинала, обыграв № 10 Томаша Бердыха и № 17 Хуана Карлоса Ферреро. В борьбе за выход в финал он уступил № 2 в мире Рафаэлю Надалю. На Открытом чемпионате США ему впервые удалось дойти до четвёртого раунда, уступив только первой ракетке мира Роджеру Федереру. В октябре Лопес выдал серию из трёх четвертьфиналов подряд на турнирах в Токио, Вене и Мастерсе в Мадриде. Сезон он завершил на 35-м месте.
На Открытом чемпионате Австралии 2008 года в матче второго раунда Лопес уступил Гаске. В марте на турнире в Дубае Фелисиано обыграл Янко Типсаревича в матче первого раунда, а затем подряд трёх теннисистов из первой десятки (№ 10 Томаша Бердыха, № 4 Давида Феррера и № 5 Николая Давыденко). В финале турнира Лопес уступил Энди Роддику — 7-6(8), 4-6, 2-6. В грунтовой части сезона результаты были не столь хорошие и как итог он выбыл уже в первом раунде на Ролан Гаррос. Зато на Уимблдонском турнире он сумел повторить успех 2005 года и дойти до четвертьфинала (на сей раз в их встрече с Сафиным победил россиянин). Также до четвертьфинала в паре с Вердаско он дошёл в парном разряде на Открытом чемпионате США, а вот в одиночном уступил в первом же раунде.
В октябре он вышел в полуфинал в Вене и Базеле, а также четвертьфинал на Мастерсе в Мадриде. В 2008 году Лопес провёл рекордные для себя семь матчей (в одиночках и паре) за сборную в Кубке Дэвиса, одержав пять побед, в том числе две в финале против аргентинцев и, таким образом, помог Испании выиграть престижный командный трофей.

### 2009—2011 (два Кубка Дэвиса и возвращение в топ-20)

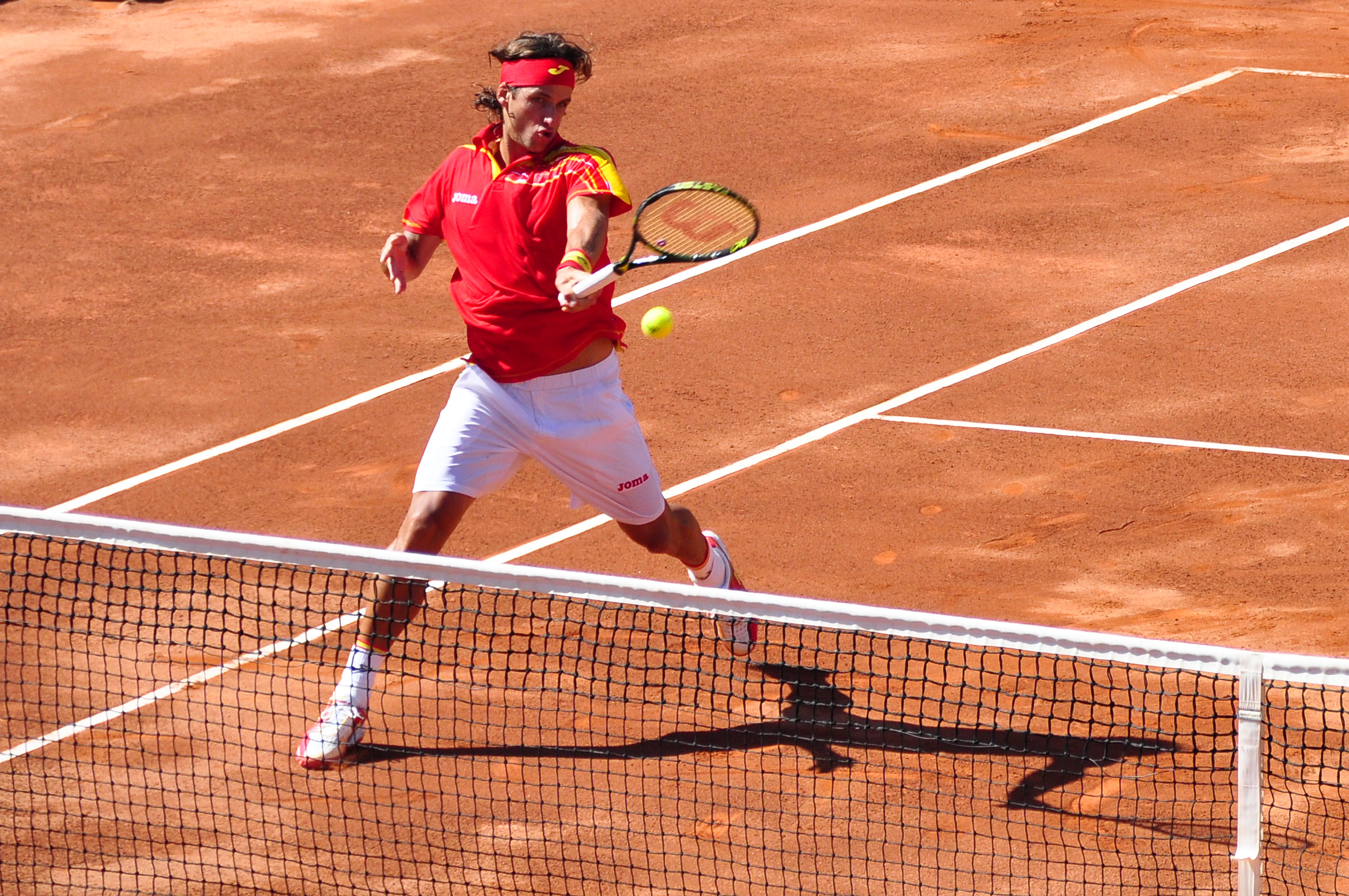
Лопес в полуфинале Кубка Дэвиса 2009 против сборной Германии

В начале 2009 года Лопес вышел в четвертьфинал турнира Большого шлема в парном турнире на Открытом чемпионате Австралии, снова с Вердаско. Первый матч в одиночном разряде он выиграл в феврале на турнире в Марселе, где дошёл до четвертьфинала. Выступления ATP-туре складывались для него не лучшим образом. Хорошо выступить удалось в августе на турнире рангом ниже («челленджер») в Сеговие, где он завоевал титул. На турнирах основного тура он продолжил неудачные выступления, выбывая в первых раундах. Тем удивительнее стал выход Лопеса в полуфинал в октябре на турнире Мастерс в Шанхае. До конца года он ещё один раз попал в четвертьфинал (на турнире в Вене). В 2009 году Лопес провёл пять игр за сборную в Кубке Дэвиса, из них четыре в парах, одержав три победы, и второй раз подряд (и третий раз в карьере) завоевал высший командный теннисный трофей.
На Открытом чемпионате Австралии 2010 года вышел в третий раунд. Сразу после этого на турнире в Йоханнесбурге он выиграл свой второй титул АТР в одиночном разряде и первый с 2004 года. В апреле на Мастерсе в Риме Лопес дошёл до четвертьфинала. В июне на травяном в Лондоне в четвертьфинале он впервые в карьере смог обыграть действующую первую ракетку мира. На тот момент это был Рафаэль Надаль, которого Лопес обыграл впервые с 2003 года (второй раз в карьере) со счётом 7-6(5), 6-4. В полуфинале Лопес уступил Марди Фишу. На Уимблдонском турнире вышел в третий раунд. Ещё одного полуфинала он достиг в августе на турнире в Лос-Анджелесе. На Открытом чемпионате США ему удалось дойти до четвёртого раунда, где он проиграл своему соотечественнику и первой ракетке мира Рафаэлю Надалю. Сезон Лопес завершил 32-м в рейтинге.
Начало 2011 года сложилось для Лопеса не лучшим образом. Лишь в апреле на грунтовом турнире в Барселоне он впервые попал в четвертьфинал. Затем уже на турнире в Белграде ему удалось дойти до финала, где он уступил «хозяину турнира» Новаку Джоковичу — 6-7(4), 2-6. В июле уже третий раз в карьере Лопес вышел в четвертьфинал на Уимблдонском турнире. Для этого ему в матче третьего раунда пришлось переиграть трижды финалиста этого турнира Энди Роддика — 7-6(2), 7-6(2), 6-4. Путёвку в полуфинал Лопес уступил Энди Маррею — 3-6, 4-6, 4-6. В июле он размялся, выиграв «челленджер» в Боготе. Затем уже на турнире основного тура в Гштаде вышел в четвертьфинал.
На Открытом чемпионате США его результатом стал выход в третий раунд. На Мастерсе в Шанхае ему во второй раз в карьере удалось дойти до полуфинала. В 2011 году Лопес, вернувшийся на пик формы, в четвёртый раз за карьеру выиграл со сборной Испании Кубок Дэвиса. На индивидуальном уровне он по одному разу играл в финалах турниров АТР в одиночном и парном разряде, трижды за год побеждал соперников из первой десятки рейтинга АТР (в том числе Марди Фиша в матче Кубка Дэвиса со сборной США) и к концу сезона второй раз достиг высшей в карьере двадцатой позиции в одиночном рейтинге. Со сборной Испании он в очередной раз смог выиграть Кубок Дэвиса, сыграв на разных стадиях пять матчей (из них три в парах).

### 2012—2015 (пик в рейтинге)

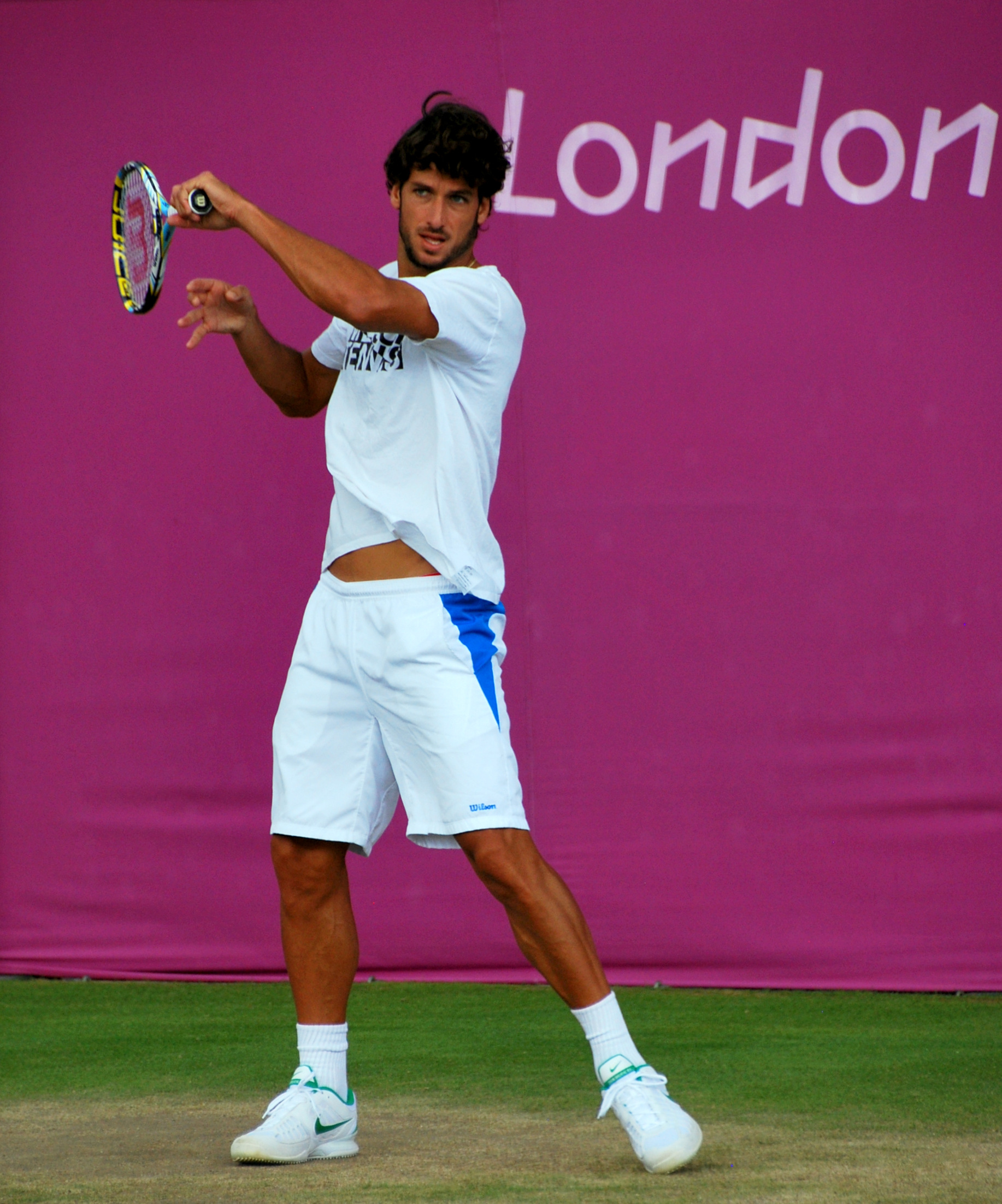
Тренировка перед на матчем на Олимпийском турнире в Лондоне

В 2012 году на Открытом чемпионате Австралии Фелисиано дошёл до четвёртого раунда. В апреле на грунтовом турнире в Хьюстоне он добрался до полуфинала. В конце этого же месяца он смог выйти в четвертьфинал в Барселоне, а на следующем турнире в Мюнхене до полуфинала. На Открытом чемпионате Франции и Уимблдонском турнире Лопес выбыл уже на стадии первого раунда. В июле он попал в четвертьфинал на турнире в Гштаде. В конце июля Лопес принял участие на летних Олимпийских играх 2012 года в Лондоне. Эта Олимпиада стала второй в его карьере. (до этого принял участие в 2004 году в Афинах). В одиночном разряде Фелисиано в третьем раунде проиграл Жо-Вильфриду Тсонга 6-7(5), 4-6. Более успешно он выступил в мужском парном разряде. Вместе с Давидом Феррером он остановился в шаге от медалей, заняв в итоге 4-е место. На Открытом чемпионате США он выбыл на стадии третьего раунда. В начале октября на турнире в Пекине вышел в третий за сезон полуфинал (проиграв там, как и на Олимпиаде, Тсонга), после чего в четырёх оставшихся турнирах выиграл лишь три матча.
В середине февраля 2013 года Лопес, занимавший место в конце топ-50 рейтинга, обыграл во втором круге турнира в Мемфисе 18-ю ракетку мира Томми Хааса и впервые почти за два года дошёл до финала. На Ролан Гаррос его результатом стал выход в третий раунд. На травяных кортах Истборна в июне он победил 20-ю ракетку мира Хуана Монако и 17-ю ракетку мира Жиля Симона на пути к своему третьему за карьеру (и первому за более чем три года) титулу в одиночном разряде. Уимблдон для него завершился на стадии третьего раунда. В июле в Гштаде на грунте Лопес победил «хозяина корта», десятую ракетку мира Станисласа Вавринку и прошёл в полуфинал, а Мастерсе в Цинциннати — 12-ю ракетку мира Кэя Нисикори, которому в феврале проиграл в финале в Мемфисе. Открытый чемпионат США завершил на стадии третьего раунда. До конца октября он продолжал подниматься в рейтинге, добравшись до 24-го места, и в итоге закончил год на 28-й позиции.

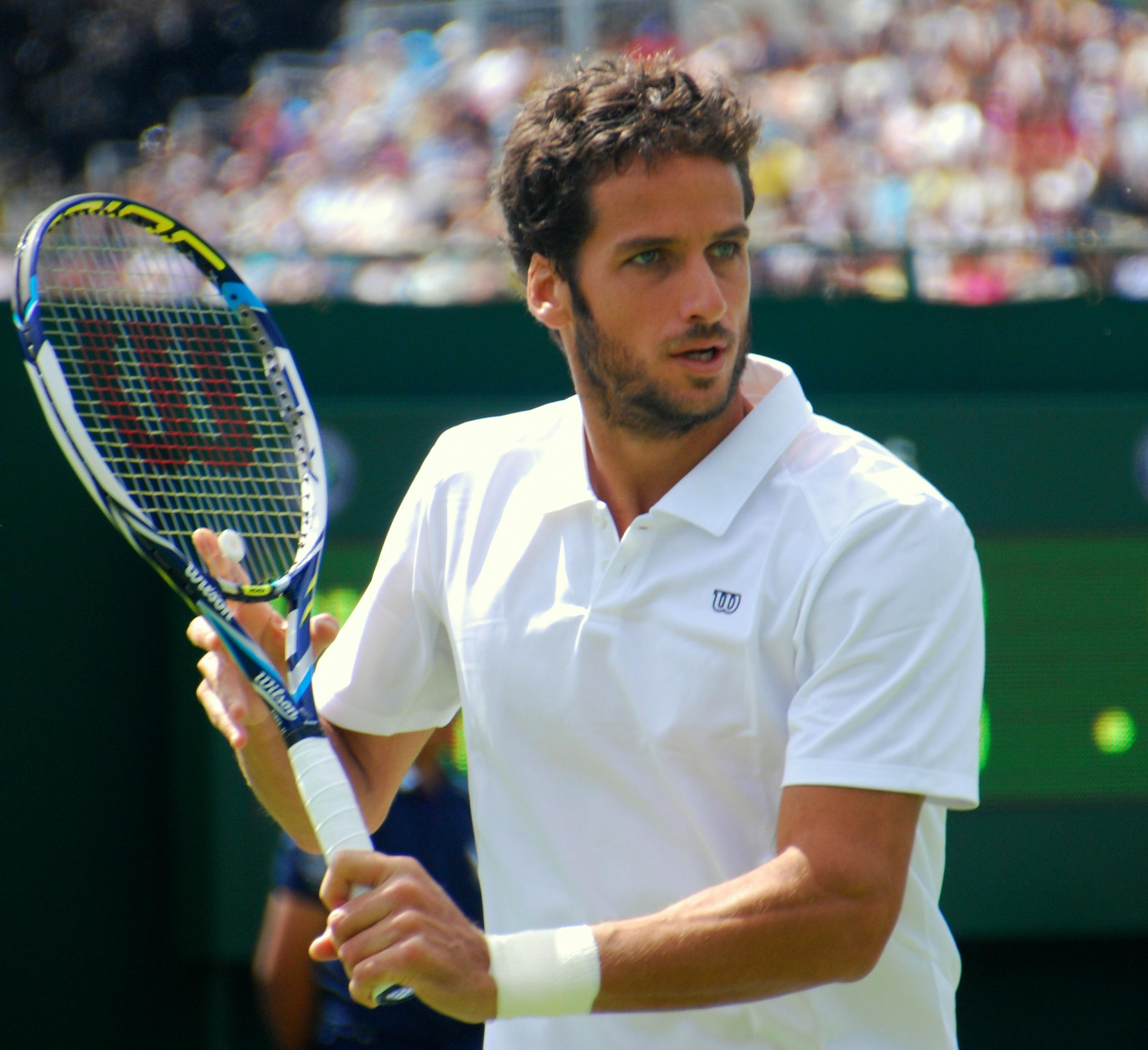
Лопес на Уимблдонском турнире, 2014 год

На Открытом чемпионате Австралии 2014 года результатом стал выход в третий раунд. В феврале он вышел в четвертьфинал в Делрей-Бич, а в мае на Мастерсе в Мадриде. В парном разряде на Мастерсе в Риме он и Робин Хасе из Нидерландов добрались до финала, победив по пути одну из сильнейших пар мира Иван Додиг и Марсело Мело. В начале лета на британских кортах Лопес дважды подряд играл в одиночных финалах. Вначале в Лондоне он стал первым испанцем-финалистом с 2008 года. После победы в четвертьфинале над шестой ракеткой мира Бердыхом ему затем не хватило всего одного выигранного мяча в финальном матче против Григора Димитрова, чтобы стать также самым возрастным победителем этого турнира с 1978 года, когда там победил ещё один левша Тони Роч. Уже через неделю, однако, Лопес успешно отстоял титул чемпиона в Истборне, победив в финале 14-ю ракетку мира Ришара Гаске. Лопес стал первым с 2001 года теннисистом, сыгравшим в двух подряд травяных финалах в преддверии Уимблдона. На самом Уимблдоне он проиграл в четвёртом круге посеянному пятым Вавринке. В августе в Торонто Лопес победил последовательно 16-ю ракетку мира Роберто Баутисту Агута, а затем занимающих в рейтинге пятое и шестое места Бердыха и Раонича, добравшись до третьего за карьеру полуфинала в турнирах серии Мастерс (два предыдущих полуфинала он играл в Шанхае). Этот результат позволил Лопесу подняться на неделю подняться на 16-е место рейтинга, но затем он опустился на пять позиций, а после третьего раунда на Открытом чемпионате США на долгий срок закрепляется в топ-20. В октябре, опять в Шанхае, Лопес победил занимающего второе место в рейтинге Надаля и в очередной раз добрался до полуфинала, после этого поднявшись в теннисной иерархии на рекордное на тот момент 14-е место.
На Открытом чемпионате Австралии 2015 года Лопес вышел в четвёртый раунд, а в парном разряде в четвертьфинал с ветераном Максимом Мирным до четвертьфинала на Открытом чемпионате Австралии, проиграв там Додигу и Мело. В феврале Лопес сыграл первый из двух финалов в сезоне — на турнире в Эквадоре, проиграв в нём представителю Доминиканской Республики Виктору Эстрелье Бургосу, занимавшему в рейтинге место на 60 позиций более низкое, чем его собственное. 2 марта 2015 года Лопес поднялся на пиковую позицию в одиночном рейтинге в карьере, заняв 12-ю строчку. В этом ранге на Мастерсе в Индиан-Уэлсе он смог доиграть до четвертьфинала и обыграть в четвёртом раунде № 5 в мире Кэя Нисикори (6-4, 7-6). В мае в паре с Мирным добрался до полуфинала на Мастерсе в Мадриде. В конце июля Фелисиано вышел в полуфинал в Гштаде. В августе он неплохо сыграл на Мастерсе в Цинциннати, где выиграл три матча и два из них у представителей топ-10: Милоша Раонича и Рафаэля Надаля, попав в четвертьфинал. В парном разряде в Цинциннати в команде с Мирным доиграл до полуфинала после победы над четвёртой парой мира Симоне Болелли и Фабио Фоньини. На Открытом чемпионате США Лопес четвёртый и последний раз в карьере вышел в четвертьфинал Большого шлема в одиночках (трижды до этого на Уимблдоне). В третьем круге он вторично в сезоне обыграл канадца Раонича (№ 10 в мире), затем прошел итальянца Фоньини, а в матче за 1/2 финала его остановил занимающий первую строчку в рейтинге Новак Джокович. После выступления в США он сыграл на турнире в Куала-Лумпуре, где второй раз в сезоне сыграл в финале, вновь проиграв в нём — восьмой ракетке мира Ферреру. В самом конце сезона он добрался в дуэте с Мирным до парного финала в Валенсии. Лопес окончил год на 17-й позиции. В парном рейтинге ему удалось улучшить свою итоговую позицию впервые с 2004 года (35-е место).

### 2016—2018 (успехи в парах: титул на Ролан Гаррос)
Основные успехи Фелисиано Лопеса в 2016 году пришлись на выступления в парном разряде. Уже в самом начале сезона он, выступая с Марком Лопесом, завоевал в Дохе свой второй титул в парах (и первый с 2004 года). На Открытом чемпионате Австралии уже в одиночном разряде выбралася в третий раунд, после чего покинул топ-20. В феврале Фелисиано отметился победой в Дубае над первой ракеткой мира Новаком Джоковичем на отказе соперника после первого сета, а после в полуфинале проиграл занимавшему 57-е место в рейтинге Маркосу Багдатису. В парном разряде в Дубае с однофамильцем Марком Лопесом удалось выйти в финал, переиграв по ходу вторую пару мира Жан-Жюльен Ройер и Хория Текэу. На Мастерсе в Индиан-Уэлсе они стали полуфиналистами, а в одиночках он вышел в четвёртом раунде. В апреле Фелисиано оформил выход в полуфинал турнира в Хьюстоне, а завершил грунтовые отрезок в одиночках третьим раундом на Ролан Гаррос. В парном же разряде на Открытом чемпионате Франции Марк и Фелисиано Лопесы обыграли победителей трёх предыдущих розыгрышей турнира, в том числе посеянных первыми Николя Маю и Пьера-Юга Эрбера, и завоевали чемпионское звание — единственный в карьере Фелисиано титул на турнирах Большого шлема. После этого успеха он вошёл в топ-20 парного рейтинга.
| Стадия  | Соперники (посев)                      | Рейтинг  | Счёт           |
| 1 раунд | Максимо Гонсалес Гильермо Дуран        | 49 / 48  | 6-7(7) 6-0 7-5 |
| 2 раунд | Федерико Дельбонис Андрес Мольтени     | 195 / 84 | 6-1 6-2        |
| 3 раунд | Николя Маю Пьер-Юг Эрбер (1)           | 2 / 6    | 7-6(7) 6-1     |
| 1/4     | Жюльен Беннето Эдуар Роже-Васслен (WC) | 151 / 15 | 3-6 6-4 7-6(7) |
| 1/2     | Иван Додиг Марсело Мело (3)            | 9 / 1    | 6-2 3-6 7-5    |
| Финал   | Боб Брайан Майк Брайан (5)             | 7 / 8    | 6-4 6-7(6) 6-3 |

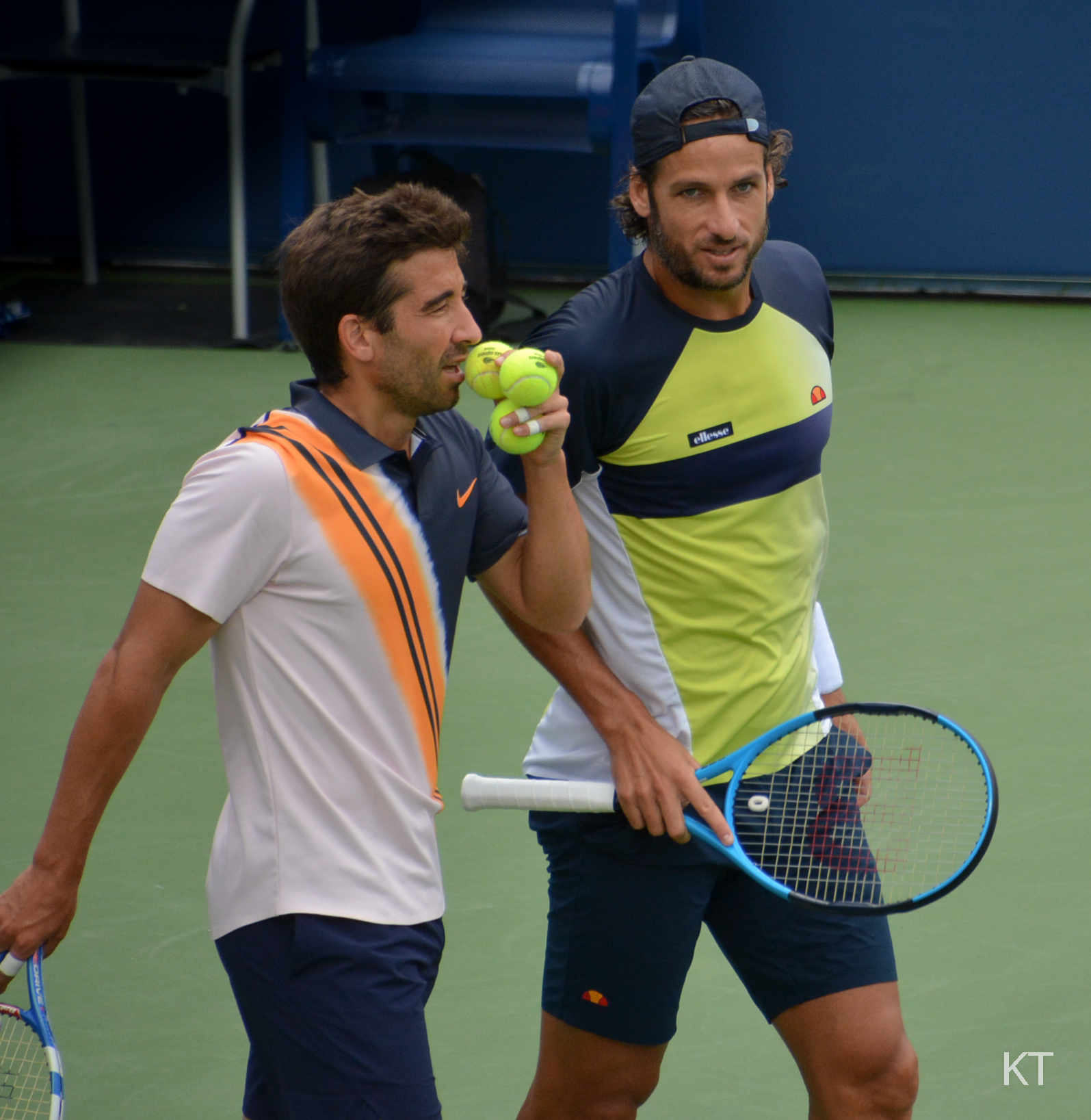
Фелисиано (справа) с Марком Лопесом на Открытом чемпионате США-2018

На Уимблдоне 2016 года Лопес вышел в третий раунд. К июлю достиг в парном рейтинге 15-го места. В том месяце он завоевал свой пятый титул в Туре в одиночном разряде, выиграв в Гштаде, а в августе на следующем для себя турнире в Мексике дошёл до финала. На Открытом чемпионате США в одиночном разряде выбыл во втором раунде, а в парах Фелисиано и Марк Лопесы добились ещё одного успеха, дойдя до полуфинала после победы (как и в финале Ролан Гаррос) над Бобом и Майком Брайанами, на тот момент третьей парой мира. В ноябре Фелисиано на две недели достиг лучшего парного рейтинга в карьере, заняв девятое место. В итоге они получили право на участие в Итоговом турнире АТР-тура в Лондоне, но там смогли одержать в группе лишь одну победу в трёх матчах — снова над Маю и Эрбером, проиграв менее именитым парам — и в полуфинал не вышли. По окончании турнира Фелисиано Лопес занял 11-е место в парном разряде, а в одиночках оказался в конце топ-30.
В 2017 году Лопес относительно неудачно провёл первые месяцы сезона, проиграв среди прочего парный матч в Кубке Дэвиса и к апрелю опустившись в рейтинге до 40-го места — худшего за последние четыре года. До начала лета лучшими результатами стали: в одиночках четвертьфинал в Хьюстоне в апреле, а в парах финал в марте в Акапулько (с Джон Изнером) и финал в апреле на крупном турнире серии Мастерс в турнире Мастерс в Монте-Карло с Марком Лопесом. На Ролан Гаррос он вышел в третий раунд. В июне Фелисиано достиг двух финалов подряд на турнирах, игравшихся на травяном покрытии. Сначала он стал финалистом в Штутгарте, где по ходу обыграл занимавшего 14-е место в рейтинге Томаша Бердыха, а неделей позже выиграл турнир категории АТР 500 в Лондоне после побед над третьей и седьмой ракетками мира (Вавринкой и Марином Чиличем соответственно, в дополнение ко второй подряд победе над Бердыхом и выигрышу у 11-й ракетки мира Григора Димитрова). На Уимблдоне, однако, он «сдал» матч Адриану Маннарино уже в первом круге, жалуясь на травму ступни, хотя всего лишь сутки спустя принял участие в матче в парном разряде, что вызвало нарекания коллег и прессы. На Открытом чемпионате США в третьем раунде он встретился с Федерером и проиграл именитому сопернику в трёх сетах. Зато в парном разряде совместно с Марком Лопесом смог доиграть до финала, переиграв известную американскую пару братьев Брайанов (3-6, 6-3, 6-4). Но решающий матч они не смогли довести до победы и уступили паре Жан-Жюльен Ройер и Хория Текэу (4-6, 3-6). В итоге Лопес закончил год в числе 50 лучших игроков в мире как в одиночном (в 11-й раз подряд), так и в парном разряде (в третий раз подряд).
В первой половине 2018 года лучшими результатами Лопеса стали четвертьфиналы в Сиднее и Акапулько и четвёртый раунд Мастерса в Индиан-Уэлсе после победы над десятой ракеткой мира Джеком Соком. В парном разряде в апреле в Барселоне выиграл четвёртый совместный титул в альянсе с Марком Лопесом, а на Ролан Гаррос испанский дуэт доиграл до второго за три года полуфинала, уступив посеянным первыми Оливеру Мараху и Мате Павичу. В июне на траве Лопес сыграл ещё в двух 1/4 финала (в Штутгарте и Лондоне) и на последнем из них обыграл девятую ракетку мира Давида Гоффена. По ходу 2018 года Лопес установил новый рекорд профессионального тура, сыграв в своём 66-м турнире Большого шлема подряд и побив рекорд Роджера Федерера. Это произошло на Уимблдоне, где он, впрочем, выбывал из борьбы рано — во втором раунде. За сезон испанец ни разу не поднялся выше четвертьфинала, но этого результата достиг сразу на пяти соревнованиях (последний раз в июле в Гштаде). По итогам сезона Лопес занял в рейтинге 64-е место в одиночном и 32-е в парном разряде.

### 2019—2023 (рекорды, последний титул и Кубок Дэвиса, завершение карьеры)

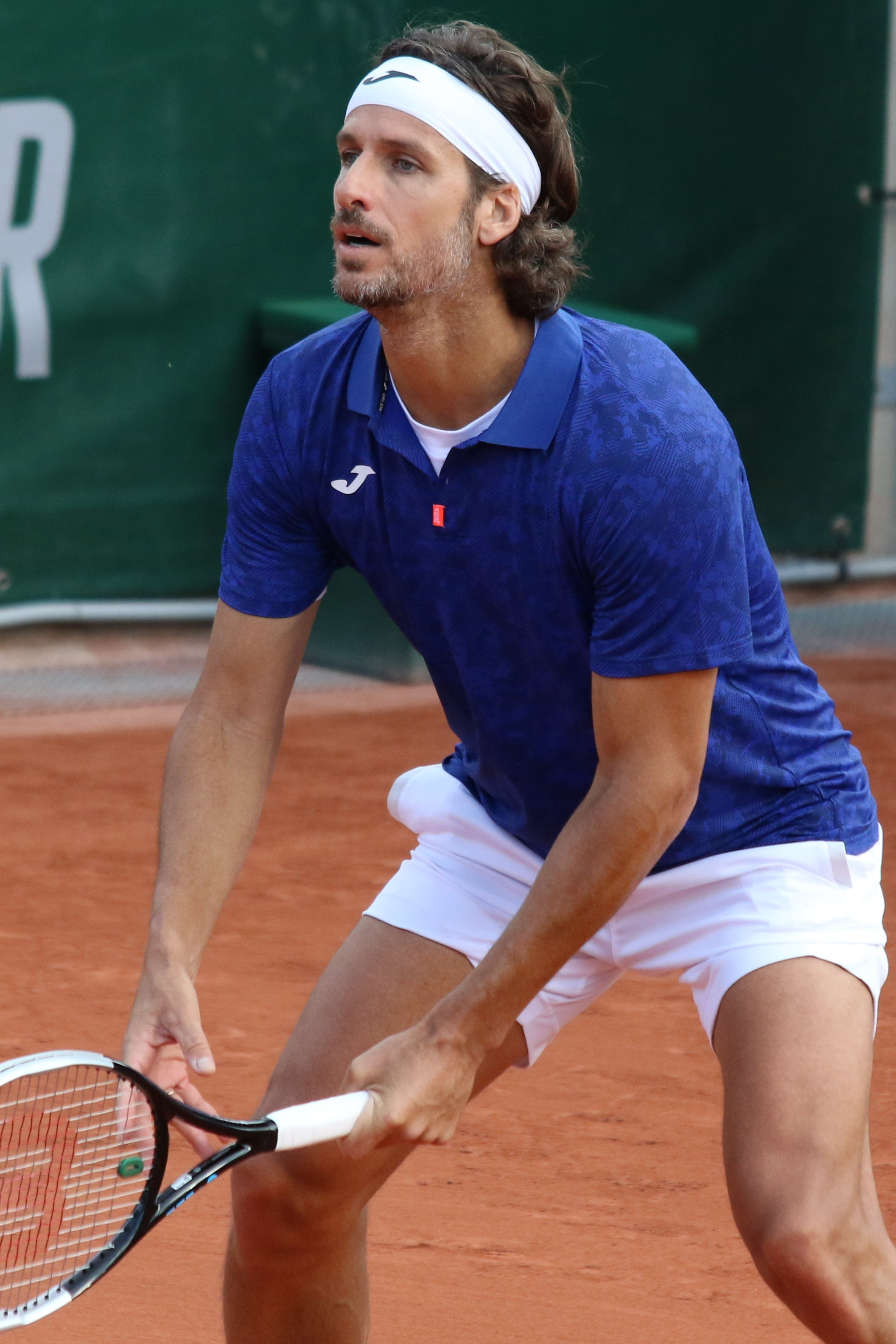
На Ролан Гаррос 2022 года

Сезон 2019 года Лопес начал без особых успехов. К маю он потерял место в первой сотне рейтинга и до июня выиграл всего три встречи в турнирах основного тура. В первом раунде Открытого чемпионата Франции принял участие в возрастном рекорде. Сыграв против ещё одного ветерана Иво Карловича, он провёл самый возрастной матч в истории Ролан Гаррос (суммарный возраст игроков был 77 лет). В июне Лопес получил уайлд-кард на турнир в Лондон, где испанец трижды отыгрывался в матчах, где его соперники вели 1-0 по сетам, победил в том числе Милоша Раонича и Феликса Оже-Альяссима (соответственно 18-ю и 21-ю ракетку мира), а в финале, также в трёх сетах, обыграл Жиля Симона. Лопес стал самым возрастным победителем этого турнира с начала Открытой эры, а в рейтинге он поднялся со 113-го сразу на 53-е место. Одновременно Лопес выиграл и турнир пар, где с ним выступал недавно возобновивший карьеру Энди Маррей. На Уимблдоне испанец проиграл во втором круге, а на Открытом чемпионате США дошёл до третьего раунда, где уступил Даниилу Медведеву. В конце сезона завоевал пятый в карьере Кубок Дэвиса, принеся сборной Испании два очка в парных играх (против России на групповом этапе и против Великобритании в полуфинале). Закончил год в первой сотне рейтинга в 18-й раз подряд, по продолжительности серии уступала среди современников только Роджеру Федереру.
Следующий год Лопес начал с выхода со сборной Испании в финал командного Кубка ATP. Выступая в паре с Пабло Карреньо Бустой, он выиграл два матча на групповом этапе и полуфинальную встречу с австралийцами Гуччоне и Пирсом. В финале испанская пара проиграла в двух сетах Джоковичу и Троицки, вместе со сборной Испании уступив команде Сербии. Дальнейший сезон был отмечен долгим перерывом из-за пандемии, и Лопес не сумел в оставшихся индивидуальных турнирах пробиться дальше четвертьфинала — этот результат он показал в январе в Окленде и в сентябре в Кицбюэле. Учёт очков, набранных за вторую половину 2019 года, однако, позволил ему и этот сезон окончить в сотне сильнейших — 19-й раз подряд.
На Открытом чемпионате Австралии 2021 года Лопес проиграл в третьем раунде 8-й ракетке мира Андрею Рублёву. За остальную часть сезона его лучшим результатом в основном туре был выход в июне в четвертьфинал в турнире на Мальорке, проводившемся в преддверии Уимблдонского турнира: победив занимающего 29-е место в рейтинге Карена Хачанова, испанец затем проиграл Адриану Маннарино. После Открытого чемпионата США выбыл из первой сотни рейтинга, куда не смог вернуться даже после выхода в финал «челленджера» на Тенерифе. В октябре, сыграв в Индиан-Уэлсе, он стал единоличным лидером по количеству сыгранных турниров серии Мастерс (139-й для Фелисиано). На финише сезона, в групповом турнире Кубка Дэвиса, Лопес неожиданно нанёс поражение Рублёву, продвинувшемуся к тому времени в рейтинге до 5-й позиции, но в паре с Марселем Гранольерсом проиграл решающую встречу матча Рублёву и Аслану Карацеву, и сборная Испании не вышла из группы.
В 2022 году до июня Лопес выдал серию поражений из девяти матчей в одиночном разряде. На Открытом чемпионате Австралии Лопес обновил свой рекорд по количеству сыгранных турниров Большого шлема подряд, доведя счёт до 79-ти. На Ролан Гаррос он не смог пройти квалификацию, поэтому рекордная серия прервалась. В феврале в дуэте со Стефаносом Циципасом удалось выиграть парный приз турнира в Акапулько (последний титул в карьере Лопеса). На Уимблдоне 40-летний испанец установил новое достижение, он стал первым теннисистом в истории, кто сыграл минимум по 20 раз на каждом турнире Большого шлема. Также он повторил рекорд Федерера по общему количеству турниров Большого шлема, сыграв в 81-й раз.
Перед стартом сезона 2023 года 41-летний Лопес заявил о намерении завершить карьеру в этом сезоне. Последний турнир он сыграл в июне на Мальорке. Ветеран, получивший уайлд-кард, смог выиграть два матча и выйти в четвертьфинал, в котором проиграл немцу Яннику Ганфману.
«Мне не хотелось бы уйти в тот момент, когда люди жалели бы меня и когда я выступал бы на некомфортном для себя уровне. Я счастлив играть так, как сейчас. Я остаюсь конкурентоспособным, и именно этого я и хотел. Конечно, я не всем нравлюсь, но я рад оставить позитивные воспоминания, быть вежливым человеком и отличным от других игроком».

## Рейтинг на конец года
| Год  | Одиночный рейтинг | Парный рейтинг |
| ---- | ----------------- | -------------- |
| 2023 | 468               |                |
| 2022 | 830               | 72             |
| 2021 | 106               | 128            |
| 2020 | 64                | 64             |
| 2019 | 62                | 55             |
| 2018 | 64                | 32             |
| 2017 | 36                | 24             |
| 2016 | 28                | 11             |
| 2015 | 17                | 35             |
| 2014 | 14                | 52             |
| 2013 | 28                | 132            |
| 2012 | 40                | 178            |
| 2011 | 20                | 131            |
| 2010 | 32                | 101            |
| 2009 | 47                | 78             |
| 2008 | 30                | 42             |
| 2007 | 35                | 206            |
| 2006 | 79                | 129            |
| 2005 | 33                | 65             |
| 2004 | 25                | 40             |
| 2003 | 28                | 89             |
| 2002 | 62                | 340            |
| 2001 | 159               | 177            |
| 2000 | 271               | 407            |
| 1999 | 279               | 492            |
| 1998 | 546               | 557            |
| 1997 | 570               | 597            |
| 1996 | 1300              |                |

По данным официального сайта ATP на последнюю неделю года.

## Выступления на турнирах

### Финалы турнировATPв одиночном разряде (18)

#### Победы (7)
| Легенда                                |
| -------------------------------------- |
| Турниры Большого шлема (0+1)*          |
| Итоговый турнир ATP (0)                |
| ATP Мастерс 1000 (0)                   |
| ATP International Gold / АТР 500 (3+3) |
| ATP International / АТР 250 (4+2)      |

| Титулы по покрытиям | Титулы по месту проведения матчей турнира |
| ------------------- | ----------------------------------------- |
| Хард (2+3)*         | Зал (1+1)                                 |
| Грунт (1+2)         | Зал (1+1)                                 |
| Трава (4+1)         | Открытый воздух (6+5)                     |
| Ковёр (0)           | Открытый воздух (6+5)                     |

* количество побед в одиночном разряде + количество побед в парном разряде.
| №  | Дата            | Турнир                      | Покрытие   | Соперник в финале | Счёт                |
| 1. | 17 октября 2004 | Вена, Австрия               | Хард (зал) | Гильермо Каньяс   | 6-4 1-6 7-5 3-6 7-5 |
| 2. | 7 февраля 2010  | Йоханнесбург, ЮАР           | Хард       | Стефан Робер      | 7-5 6-1             |
| 3. | 22 июня 2013    | Истборн, Великобритания     | Трава      | Жиль Симон        | 7-6(2) 6-7(5) 6-0   |
| 4. | 21 июня 2014    | Истборн, Великобритания (2) | Трава      | Ришар Гаске       | 6-3 6-7(5) 7-5      |
| 5. | 24 июля 2016    | Гштад, Швейцария            | Грунт      | Робин Хасе        | 6-4 7-5             |
| 6. | 25 июня 2017    | Лондон, Великобритания      | Трава      | Марин Чилич       | 4-6 7-6(2) 7-6(8)   |
| 7. | 23 июня 2019    | Лондон, Великобритания (2)  | Трава      | Жиль Симон        | 6-2 6-7(4) 7-6(2)   |

#### Поражения (11)
| №   | Дата            | Турнир                  | Покрытие   | Соперник в финале      | Счёт                  |
| 1.  | 7 марта 2004    | Дубай, ОАЭ              | Хард       | Роджер Федерер         | 6-4 1-6 2-6           |
| 2.  | 25 августа 2005 | Нью-Хейвен, США         | Хард       | Джеймс Блейк           | 6-3 5-7 1-6           |
| 3.  | 16 июля 2006    | Гштад, Швейцария        | Грунт      | Ришар Гаске            | 6-7(4) 7-6(3) 3-6 3-6 |
| 4.  | 8 марта 2008    | Дубай, ОАЭ              | Хард       | Энди Роддик            | 7-6(8) 4-6 2-6        |
| 5.  | 1 мая 2011      | Белград, Сербия         | Грунт      | Новак Джокович         | 6-7(4) 2-6            |
| 6.  | 24 февраля 2013 | Мемфис, США             | Хард (зал) | Кэй Нисикори           | 2-6 3-6               |
| 7.  | 15 июня 2014    | Лондон, Великобритания  | Трава      | Григор Димитров        | 7-6(8) 6-7(1) 6-7(6)  |
| 8.  | 8 февраля 2015  | Кито, Эквадор           | Грунт      | Виктор Эстрелья Бургос | 2-6 7-6(5) 6-7(5)     |
| 9.  | 4 октября 2015  | Куала-Лумпур, Малайзия  | Хард (зал) | Давид Феррер           | 5-7 5-7               |
| 10. | 13 августа 2016 | Кабо-Сан-Лукас, Мексика | Хард       | Иво Карлович           | 6-7(5) 2-6            |
| 11. | 18 июня 2017    | Штутгарт, Германия      | Трава      | Люка Пуй               | 6-4 6-7(5) 4-6        |

### Финалы челленджеров и фьючерсов в одиночном разряде (11)

#### Победы (5)
| Условные обозначения |
| Челленджеры (2)*     |
| Фьючерсы (3+3)       |

| Титулы по покрытиям | Титулы по месту проведения матчей турнира |
| ------------------- | ----------------------------------------- |
| Хард (1)*           | Зал (1)                                   |
| Грунт (4+3)         | Зал (1)                                   |
| Трава (0)           | Открытый воздух (4+3)                     |
| Ковёр (0)           | Открытый воздух (4+3)                     |

* количество побед в одиночном разряде + количество побед в парном разряде.
| №  | Дата            | Турнир            | Покрытие    | Соперник в финале     | Счёт    |
| 1. | 31 августа 1997 | Овьедо, Испания   | Грунт       | Карлос Мартинес Комет | 7-5 6-2 |
| 2. | 22 августа 1999 | Виго, Испания     | Грунт       | Педро Кановас Гарсия  | 6-3 6-3 |
| 3. | 28 января 2001  | Фёшероль, Франция | Грунт (зал) | Марио Муньос Бехарано | 6-4 6-0 |
| 4. | 9 августа 2009  | Сеговия, Испания  | Хард        | Адриан Маннарино      | 6-3 6-4 |
| 5. | 17 июля 2011    | Богота, Колумбия  | Грунт       | Карлос Саламанка      | 6-4 6-3 |

#### Поражения (6)
| №  | Дата             | Турнир                            | Покрытие | Соперник в финале       | Счёт        |
| 1. | 8 ноября 1998    | Вильяфранка-дель-Пенедес, Испания | Грунт    | Херман Пуэнтес Альканис | 7-6 1-6 4-6 |
| 2. | 17 июня 1999     | Мадрид, Испания                   | Грунт    | Игнасио Труйоль Туррион | 3-6 6-7     |
| 3. | 4 июля 1999      | Мадрид, Испания                   | Грунт    | Игнасио Труйоль Туррион | 3-6 6-4 3-6 |
| 4. | 29 августа 1999  | Ирун, Испания                     | Грунт    | Реджинальд Виллемс      | 4-6 5-7     |
| 5. | 30 сентября 2001 | Майа, Португалия                  | Грунт    | Яркко Ниеминен          | 7-5 3-6 4-6 |
| 6. | 7 ноября 2021    | Тенерифе, Испания                 | Хард     | Таллон Грикспор         | 4-6 4-6     |

### Финалы турниров Большого шлема в парном разряде (2)

#### Победы (1)
| №  | Год  | Турнир                     | Покрытие | Партнёр    | Соперники в финале     | Счёт           |
| 1. | 2016 | Открытый чемпионат Франции | Грунт    | Марк Лопес | Боб Брайан Майк Брайан | 6-4 6-7(6) 6-3 |

#### Поражения (1)
| №  | Год  | Турнир                 | Покрытие | Партнёр    | Соперники в финале           | Счёт    |
| 1. | 2017 | Открытый чемпионат США | Хард     | Марк Лопес | Жан-Жюльен Ройер Хория Текэу | 4-6 3-6 |

### Финалы турнировATPв парном разряде (17)

#### Победы (6)
| №  | Дата            | Турнир                     | Покрытие   | Партнёр           | Соперники в финале                    | Счёт              |
| 1. | 31 октября 2004 | Стокгольм, Швеция          | Хард (зал) | Фернандо Вердаско | Уэйн Артурс Пол Хенли                 | 6-4 6-4           |
| 2. | 8 января 2016   | Доха, Катар                | Хард       | Марк Лопес        | Александр Пейя Филипп Пецшнер         | 6-4 6-3           |
| 3. | 4 июня 2016     | Открытый чемпионат Франции | Грунт      | Марк Лопес        | Боб Брайан Майк Брайан                | 6-4 6-7(6) 6-3    |
| 4. | 29 апреля 2018  | Барселона, Испания         | Грунт      | Марк Лопес        | Айсам-уль-Хак Куреши Жан-Жюльен Ройер | 7-6(5) 6-4        |
| 5. | 23 июня 2019    | Лондон, Великобритания     | Трава      | Энди Маррей       | Раджив Рам Джо Солсбери               | 7-6(6) 5-7 [10-5] |
| 6. | 26 февраля 2022 | Акапулько, Мексика         | Хард       | Стефанос Циципас  | Марсело Аревало Жан-Жюльен Ройер      | 7-5 6-4           |

#### Поражения (11)
| №   | Дата            | Турнир                 | Покрытие   | Партнёр        | Соперники в финале             | Счёт            |
| 1.  | 6 мая 2001      | Мальорка, Испания      | Грунт      | Франсиско Роиг | Дональд Джонсон Джаред Палмер  | 5-7 3-6         |
| 2.  | 18 апреля 2004  | Валенсия, Испания      | Грунт      | Марк Лопес     | Мартин Родригес Гастон Этлис   | 5-7 6-7(5)      |
| 3.  | 24 апреля 2005  | Барселона, Испания     | Грунт      | Рафаэль Надаль | Ненад Зимонич Леандер Паес     | 3-6 3-6         |
| 4.  | 26 февраля 2011 | Дубай, ОАЭ             | Хард       | Жереми Шарди   | Сергей Стаховский Михаил Южный | 6-4 3-6 [3-10]  |
| 5.  | 1 марта 2014    | Акапулько, Мексика     | Хард       | Максим Мирный  | Кевин Андерсон Мэттью Эбден    | 3-6 3-6         |
| 6.  | 18 мая 2014     | Рим, Италия            | Грунт      | Робин Хасе     | Ненад Зимонич Даниэль Нестор   | 4-6 6-7(2)      |
| 7.  | 1 ноября 2015   | Валенсия, Испания (2)  | Хард (зал) | Максим Мирный  | Эрик Буторак Скотт Липски      | 6-7(4) 3-6      |
| 8.  | 27 февраля 2016 | Дубай, ОАЭ (2)         | Хард       | Марк Лопес     | Симоне Болелли Андреас Сеппи   | 2-6 6-3 [12-14] |
| 9.  | 4 марта 2017    | Акапулько, Мексика (2) | Хард       | Джон Изнер     | Джейми Маррей Бруно Соарес     | 3-6 3-6         |
| 10. | 23 апреля 2017  | Монте-Карло, Монако    | Грунт      | Марк Лопес     | Рохан Бопанна Пабло Куэвас     | 3-6 6-3 [4-10]  |
| 11. | 8 сентября 2017 | Открытый чемпионат США | Хард       | Марк Лопес     | Жан-Жюльен Ройер Хория Текэу   | 4-6 3-6         |

### Финалы челленджеров и фьючерсов в парном разряде (12)

#### Победы (3)
| №  | Дата            | Турнир                | Покрытие | Партнёр             | Соперники в финале                            | Счёт           |
| 1. | 27 июня 1999    | Мадрид, Испания       | Грунт    | Хуан Хименес Герра  | Эсекьель Велес Ортис Хироясу Сато             | 6-3 6-3        |
| 2. | 5 сентября 1999 | Сантандер, Испания    | Грунт    | Хуан Хименес Герра  | Маркос Рой Хирарди Хуан Хисберт Шульце        | 1-6 6-3 7-6(4) |
| 3. | 6 февраля 2000  | Кала-Ратхада, Испания | Грунт    | Давид Санчес Муньос | Эдуардо Николас Эспин Херман Пуэнтес Альканис | 6-4 6-4        |

#### Поражения (9)
| №  | Дата            | Турнир               | Покрытие | Партнёр              | Соперники в финале                                | Счёт              |
| 1. | 19 июня 1997    | Мадрид, Испания      | Хард     | Педро Кановас-Гарсия | Оскар дель Амо Санчес Педро Ньето Орельяна        | 6-4 5-7 5-7       |
| 2. | 6 июля 1997     | Мадрид, Испания      | Хард     | Педро Кановас Гарсия | Хосе Мария Арнедо Маркос Рой Хирарди              | 2-6 6-4 3-6       |
| 3. | 18 июня 1998    | Мадрид, Испания      | Грунт    | Иван Родриго Марин   | Карлос Мартинес Комет Маркос Рой Хирарди          | 5-7 3-6           |
| 4. | 19 июля 1998    | Эльче, Испания       | Грунт    | Хуан Карлос Ферреро  | Серхи Дюран Бернад Хавьер Перес Васкес            | 6-7 3-6           |
| 5. | 6 сентября 1998 | Сантандер, Испания   | Грунт    | Хуан Карлос Ферреро  | Даниэль Палссон Роберт Самуэльссон                | 3-6 6-3 2-6       |
| 6. | 10 июня 1999    | Мадрид, Испания      | Грунт    | Хуан Хименес Герра   | Эмилио Виуда Эрнандес Маркос Рой Хирарди          | 5-7 4-6           |
| 7. | 4 июля 1999     | Мадрид, Испания      | Грунт    | Хуан Хименес Герра   | Анхель Хосе Мартин Арройо Габриэль Трухильо Солер | 3-6 5-7           |
| 8. | 24 июня 2001    | Брауншвейг, Германия | Грунт    | Франсиско Роиг       | Карстен Браш Йенс Книппшильд                      | 1-6 1-6           |
| 9. | 26 августа 2001 | Женева, Швейцария    | Грунт    | Франсиско Роиг       | Диего дель Рио Орлин Станойчев                    | 6-2 6-7(0) 6-7(3) |

### Финалы командных турниров (7)

#### Победы (5)
| №  | Год  | Турнир           | Команда                                                             | Соперник в финале                                                | Счёт |
| 1. | 2004 | Кубок Дэвиса     | Испания Не играл в финале.                                          | США М. Фиш, Э.Роддик, Б. Брайан, М. Брайан                       | 3-2  |
| 2. | 2008 | Кубок Дэвиса (2) | Испания Ф. Вердаско, Ф. Лопес, Д. Феррер                            | Аргентина Х. Акасусо, Х. М. дель Потро, А. Кальери, Д. Налбандян | 3-1  |
| 3. | 2009 | Кубок Дэвиса (3) | Испания Ф. Вердаско, Ф. Лопес, Р. Надаль, Д. Феррер                 | Чехия Т. Бердых, Л. Длоуги, Я. Гайек, Р. Штепанек                | 5-0  |
| 4. | 2011 | Кубок Дэвиса (4) | Испания Ф. Вердаско, Ф. Лопес, Р. Надаль, Д. Феррер                 | Аргентина Х. М. дель Потро, Х. Монако, Д. Налбандян, Э. Шванк    | 3-1  |
| 5. | 2019 | Кубок Дэвиса (5) | Испания Р. Баутиста, М.Гранольерс, П. Карреньо, Ф. Лопес, Р. Надаль | Канада Ф. Оже, В. Поспишил, Д. Шаповалов                         | 2-0  |

#### Поражения (2)
| №  | Год  | Турнир       | Команда                                                 | Соперник в финале                                           | Счёт |
| 1. | 2003 | Кубок Дэвиса | Испания А. Корретха, Ф. Лопес, К. Мойя, Х. К. Ферреро   | Австралия У. Артурс, Т. Вудбридж, М. Филиппуссис, Л. Хьюитт | 1-3  |
| 2. | 2020 | Кубок ATP    | Испания · Р. Баутиста, П. Карреньо, Ф. Лопес, Р. Надаль | Сербия · Н. Джокович, Д. Лайович, В. Троицки, Н. Чачич      | 1-2  |

## История выступлений на турнирах
| Турнир                       | 2000          | 2001          | 2002          | 2003          | 2004          | 2005          | 2006          | 2007          | 2008          | 2009                    | 2010                    | 2011                    | 2012                    | 2013                    | 2014                    | 2015                    | 2016                    | 2017                    | 2018                    | 2019                    | 2020                    | 2021                    | 2022                    | Итог   | В/П за карьеру |
| ---------------------------- | ------------- | ------------- | ------------- | ------------- | ------------- | ------------- | ------------- | ------------- | ------------- | ----------------------- | ----------------------- | ----------------------- | ----------------------- | ----------------------- | ----------------------- | ----------------------- | ----------------------- | ----------------------- | ----------------------- | ----------------------- | ----------------------- | ----------------------- | ----------------------- | ------ | -------------- |
| Турниры Большого шлема       |               |               |               |               |               |               |               |               |               |                         |                         |                         |                         |                         |                         |                         |                         |                         |                         |                         |                         |                         |                         |        |                |
| Открытый чемпионат Австралии | -             | -             | -             | 2Р            | 1Р            | 3Р            | 3Р            | 2Р            | 2Р            | 1Р                      | 3Р                      | 2Р                      | 4Р                      | 2Р                      | 3Р                      | 4Р                      | 3Р                      | 1Р                      | 1Р                      | 1Р                      | 1Р                      | 3Р                      | 1Р                      | 0 / 20 | 24-20          |
| Открытый чемпионат Франции   | -             | 1Р            | 2Р            | 1Р            | 4Р            | 1Р            | 1Р            | 1Р            | 1Р            | 2Р                      | 1Р                      | 1Р                      | 1Р                      | 3Р                      | 2Р                      | 1Р                      | 3Р                      | 3Р                      | 1Р                      | 1Р                      | 1Р                      | 1Р                      | К                       | 0 / 21 | 12-21          |
| Уимблдонский турнир          | K             | -             | 4Р            | 4Р            | 3Р            | 1/4           | 1Р            | 3Р            | 1/4           | 1Р                      | 3Р                      | 1/4                     | 1Р                      | 3Р                      | 4Р                      | 2Р                      | 3Р                      | 1Р                      | 2Р                      | 2Р                      | НП                      | 1Р                      | 1Р                      | 0 / 20 | 34-20          |
| Открытый чемпионат США       | -             | -             | 2Р            | 1Р            | 3Р            | 2Р            | 2Р            | 4Р            | 1Р            | 1Р                      | 4Р                      | 3Р                      | 3Р                      | 3Р                      | 3Р                      | 1/4                     | 2Р                      | 3Р                      | 1Р                      | 3Р                      | 1Р                      | 1Р                      | -                       | 0 / 20 | 28-20          |
| Итог                         | 0 / 0         | 0 / 1         | 0 / 3         | 0 / 4         | 0 / 4         | 0 / 4         | 0 / 4         | 0 / 4         | 0 / 4         | 0 / 4                   | 0 / 4                   | 0 / 4                   | 0 / 4                   | 0 / 4                   | 0 / 4                   | 0 / 4                   | 0 / 4                   | 0 / 4                   | 0 / 4                   | 0 / 4                   | 0 / 3                   | 0 / 4                   | 0 / 2                   | 0 / 81 |                |
| В/П в сезоне                 | 0-0           | 0-1           | 5-3           | 5-4           | 7-4           | 7-4           | 3-4           | 6-4           | 5-4           | 1-4                     | 7-4                     | 7-4                     | 5-4                     | 7-4                     | 8-4                     | 8-4                     | 7-4                     | 4-4                     | 1-4                     | 3-4                     | 0-3                     | 2-4                     | 0-2                     |        | 98-81          |
| Олимпийские игры             |               |               |               |               |               |               |               |               |               |                         |                         |                         |                         |                         |                         |                         |                         |                         |                         |                         |                         |                         |                         |        |                |
| Летняя олимпиада             | -             | Не проводился | Не проводился | Не проводился | 3Р            | Не проводился | Не проводился | Не проводился | -             | Не проводился           | Не проводился           | Не проводился           | 3Р                      | Не проводился           | Не проводился           | Не проводился           | -                       | Не проводился           | Не проводился           | Не проводился           | Не проводился           | -                       | НП                      | 0 / 2  | 4-2            |
| Турниры Мастерс              |               |               |               |               |               |               |               |               |               |                         |                         |                         |                         |                         |                         |                         |                         |                         |                         |                         |                         |                         |                         |        |                |
| Индиан-Уэлс                  | -             | -             | -             | 2Р            | 2Р            | 3Р            | 1Р            | 2Р            | 2Р            | 1Р                      | 3Р                      | 1Р                      | 2Р                      | 1Р                      | 4Р                      | 1/4                     | 4Р                      | 2Р                      | 4Р                      | 2Р                      | НП                      | 1Р                      | K                       | 0 / 18 | 15-18          |
| Майами                       | -             | -             | 2Р            | 1Р            | 2Р            | 2Р            | 2Р            | 4Р            | 3Р            | 3Р                      | 3Р                      | 3Р                      | 2Р                      | -                       | 3Р                      | 2Р                      | 2Р                      | 2Р                      | 2Р                      | 2Р                      | НП                      | 1Р                      | -                       | 0 / 18 | 12-18          |
| Монте-Карло                  | -             | -             | K             | 2Р            | 2Р            | 1Р            | 2Р            | -             | 1Р            | 1Р                      | 1Р                      | 2Р                      | 1Р                      | -                       | -                       | -                       | 1Р                      | 2Р                      | 2Р                      | K                       | НП                      | -                       | -                       | 0 / 12 | 6-12           |
| Гамбург                      | -             | -             | -             | 2Р            | 1Р            | 2Р            | 1Р            | -             | 1Р            | Не турнир серии Мастерс | Не турнир серии Мастерс | Не турнир серии Мастерс | Не турнир серии Мастерс | Не турнир серии Мастерс | Не турнир серии Мастерс | Не турнир серии Мастерс | Не турнир серии Мастерс | Не турнир серии Мастерс | Не турнир серии Мастерс | Не турнир серии Мастерс | Не турнир серии Мастерс | Не турнир серии Мастерс | Не турнир серии Мастерс | 0 / 5  | 2-5            |
| Мадрид                       | НП            | НП            | 3Р            | 1/4           | 2Р            | 1Р            | 1Р            | 1/4           | 1/4           | 1Р                      | 3Р                      | 2Р                      | 1Р                      | 1Р                      | 1/4                     | 2Р                      | 2Р                      | 3Р                      | 2Р                      | -                       | НП                      | -                       | -                       | 0 / 17 | 22-17          |
| Рим                          | -             | -             | -             | 1Р            | 1Р            | 1Р            | 1Р            | -             | 1Р            | 2Р                      | 1/4                     | 3Р                      | 1Р                      | 1Р                      | 1Р                      | 2Р                      | 1Р                      | 1Р                      | 1Р                      | -                       | -                       | -                       | -                       | 0 / 15 | 6-15           |
| Монреаль/Торонто             | -             | -             | -             | 1/4           | 2Р            | 1Р            | 1Р            | K             | 2Р            | 1Р                      | 1Р                      | 2Р                      | -                       | 1Р                      | 1/2                     | 1Р                      | -                       | 1Р                      | K                       | 1Р                      | НП                      | 2Р                      | -                       | 0 / 14 | 10-14          |
| Цинциннати                   | -             | -             | -             | 2Р            | 2Р            | 1Р            | 1Р            | 1Р            | 1Р            | 1Р                      | 1Р                      | 2Р                      | 1Р                      | 3Р                      | 1Р                      | 1/4                     | 2Р                      | 2Р                      | K                       | K                       | -                       | -                       | -                       | 0 / 15 | 10-15          |
| Шанхай                       | Не проводился | Не проводился | Не проводился | Не проводился | Не проводился | Не проводился | Не проводился | Не проводился | Не проводился | 1/2                     | 1Р                      | 1/2                     | 3Р                      | 2Р                      | 1/2                     | 3Р                      | 2Р                      | 2Р                      | K                       | -                       | Не проводился           | Не проводился           | Не проводился           | 0 / 9  | 19-9           |
| Париж                        | -             | -             | K             | 2Р            | 1/4           | 2Р            | K             | 1Р            | 2Р            | 1Р                      | 1Р                      | 3Р                      | 1Р                      | 2Р                      | 3Р                      | 2Р                      | 2Р                      | 2Р                      | 2Р                      | K                       | 2Р                      | -                       | -                       | 0 / 16 | 14-16          |
| Статистика за карьеру        |               |               |               |               |               |               |               |               |               |                         |                         |                         |                         |                         |                         |                         |                         |                         |                         |                         |                         |                         |                         |        |                |
| Проведено финалов            | 0             | 0             | 0             | 0             | 2             | 1             | 1             | 0             | 1             | 0                       | 1                       | 1                       | 0                       | 2                       | 2                       | 2                       | 2                       | 2                       | 0                       | 1                       | 0                       | 0                       | 0                       |        | 18             |
| Выиграно турниров            | 0             | 0             | 0             | 0             | 1             | 0             | 0             | 0             | 0             | 0                       | 1                       | 0                       | 0                       | 1                       | 1                       | 0                       | 1                       | 1                       | 0                       | 1                       | 0                       | 0                       | 0                       |        | 7              |
| В/П: всего                   | 0-1           | 2-5           | 18-16         | 34-31         | 33-27         | 31-28         | 19-29         | 27-25         | 27-26         | 17-24                   | 26-24                   | 36-26                   | 26-27                   | 29-20                   | 39-26                   | 32-26                   | 31-24                   | 25-23                   | 21-21                   | 12-15                   | 7-10                    | 11-20                   | 0-11                    |        | 506-490        |
| Σ % побед                    | 0 %           | 29 %          | 52 %          | 52 %          | 55 %          | 53 %          | 40 %          | 52 %          | 51 %          | 41 %                    | 52 %                    | 69 %                    | 49 %                    | 59 %                    | 60 %                    | 55 %                    | 56 %                    | 52 %                    | 50 %                    | 44 %                    | 41 %                    | 35 %                    | 0 %                     |        | 51 %           |

К — проигрыш в квалификационном турнире.

## Победы над теннисистами из топ-10
| №    | Соперник               | Рейтинг | Турнир                                  | Покрытие  | Этап       | Счёт                       |
| 2002 | 2002                   | 2002    | 2002                                    | 2002      | 2002       | 2002                       |
| ---- | ---------------------- | ------- | --------------------------------------- | --------- | ---------- | -------------------------- |
| 1.   | Марат Сафин            | 4       | Гонконг                                 | Хард      | 2-й раунд  | 7-6(2), 7-5                |
| 2003 |                        |         |                                         |           |            |                            |
| 2.   | Парадорн Шричапан      | 9       | Гамбург, Германия                       | Грунт     | 1-й раунд  | 6-4, 6-3                   |
| 3.   | Райнер Шуттлер         | 8       | Штутгарт, Германия                      | Грунт     | 1/4 финала | 6-2, 6-4                   |
| 4.   | Гильермо Кориа         | 6       | Монреаль, Канада                        | Хард      | 1-й раунд  | 6-3 — отказ                |
| 5.   | Парадорн Шричапан      | 10      | Цинциннати, США                         | Хард      | 1-й раунд  | 6-7(1), 6-4, 7-6(5)        |
| 6.   | Карлос Мойя            | 7       | Мадрид, Испания                         | Хард (i)  | 3-й раунд  | 6-7(5), 6-1, 7-5           |
| 2004 |                        |         |                                         |           |            |                            |
| 7.   | Гастон Гаудио          | 10      | Париж, Франция                          | Ковёр (i) | 2-й раунд  | 7-5, 3-6, 6-1              |
| 2005 |                        |         |                                         |           |            |                            |
| 8.   | Андре Агасси           | 7       | Гамбург, Германия                       | Грунт     | 1-й раунд  | 6-2, 7-6(5)                |
| 9.   | Марат Сафин            | 5       | Уимблдонский турнир                     | Трава     | 3-й раунд  | 6-4, 7-6(4), 6-3           |
| 2006 |                        |         |                                         |           |            |                            |
| 10.  | Иван Любичич           | 4       | Гштад, Швейцария                        | Грунт     | 1/4 финала | 7-6(4), 6-3                |
| 11.  | Иван Любичич           | 3       | Открытый чемпионат США                  | Хард      | 1-й раунд  | 6-3, 6-3, 6-3              |
| 2007 |                        |         |                                         |           |            |                            |
| 12.  | Томаш Бердых           | 10      | Штутгарт, Германия                      | Грунт     | 2-й раунд  | 6-0, 6-3                   |
| 13.  | Давид Феррер           | 7       | Мадрид, Испания                         | Хард (i)  | 2-й раунд  | 7-6(3), 7-5                |
| 2008 |                        |         |                                         |           |            |                            |
| 14.  | Томаш Бердых           | 10      | Дубай, ОАЭ                              | Хард      | 2-й раунд  | 6-2, 7-5                   |
| 15.  | Давид Феррер           | 4       | Дубай, ОАЭ                              | Хард      | 1/4 финала | 6-4, 6-3                   |
| 16.  | Николай Давыденко      | 5       | Дубай, ОАЭ                              | Хард      | 1/2 финала | 6-4, 4-6, 7-5              |
| 17.  | Давид Феррер           | 5       | Мадрид, Испания                         | Хард (i)  | 2-й раунд  | 6-4, 7-6(7-4)              |
| 18.  | Хуан Мартин Дель Потро | 9       | Кубок Дэвиса, Мар-дель-Плата, Аргентина | Хард (i)  | Финал      | 4-6, 7-6(2), 7-6(4), 6-3   |
| 2010 |                        |         |                                         |           |            |                            |
| 19.  | Рафаэль Надаль         | 1       | Лондон, Великобритания                  | Трава     | 1/4 финала | 7-6(5), 6-4                |
| 2011 |                        |         |                                         |           |            |                            |
| 20.  | Энди Роддик            | 10      | Уимблдонский турнир                     | Трава     | 3-й раунд  | 7-6(2), 7-6(2), 6-4        |
| 21.  | Марди Фиш              | 8       | Кубок Дэвиса, Остин, США                | Хард (i)  | 1/4 финала | 6-4, 3-6, 6-3, 6-7(2), 8-6 |
| 22.  | Томаш Бердых           | 7       | Шанхай, Китай                           | Хард      | 3-й раунд  | 6-4, 6-4                   |
| 23.  | Гаэль Монфис           | 10      | Париж, Франция                          | Хард (i)  | 2-й раунд  | 6-3, 6-4                   |
| 2012 |                        |         |                                         |           |            |                            |
| 24.  | Хуан Монако            | 10      | Олимпийские игры, Лондон                | Трава     | 2-й раунд  | 6-4, 6-4                   |
| 2013 |                        |         |                                         |           |            |                            |
| 25.  | Стэн Вавринка          | 10      | Гштад, Швейцария                        | Грунт     | 1/4 финала | 6-4, 2-6, 4-3 — отказ      |
| 2014 |                        |         |                                         |           |            |                            |
| 26.  | Томаш Бердых           | 6       | Лондон, Великобритания                  | Трава     | 1/4 финала | 6-4, 7-6(7)                |
| 27.  | Томаш Бердых           | 5       | Торонто, Канада                         | Хард      | 3-й раунд  | 3-6, 6-3, 6-4              |
| 28.  | Милош Раонич           | 6       | Торонто, Канада                         | Хард      | 1/4 финала | 6-4, 6-7(5), 6-3           |
| 29.  | Рафаэль Надаль         | 2       | Шанхай, Китай                           | Хард      | 2-й раунд  | 6-3, 7-6(6)                |
| 2015 |                        |         |                                         |           |            |                            |
| 30.  | Кэй Нисикори           | 5       | Индиан-Уэлс, США                        | Хард      | 4-й раунд  | 6-4, 7-6(2)                |
| 31.  | Милош Раонич           | 10      | Цинциннати, США                         | Хард      | 1-й раунд  | 7-6(4), 6-4                |
| 32.  | Рафаэль Надаль         | 8       | Цинциннати, США                         | Хард      | 3-й раунд  | 5-7, 6-4, 7-6(3)           |
| 33.  | Милош Раонич           | 10      | Открытый чемпионат США                  | Хард      | 3-й раунд  | 6-2, 7-6(4), 6-3           |
| 2016 |                        |         |                                         |           |            |                            |
| 34.  | Новак Джокович         | 1       | Дубай, ОАЭ                              | Хард      | 1/4 финала | 6-3 — отказ                |
| 2017 |                        |         |                                         |           |            |                            |
| 35.  | Стэн Вавринка          | 3       | Лондон, Великобритания                  | Трава     | 1-й раунд  | 7-6(4), 7-5                |
| 36.  | Марин Чилич            | 7       | Лондон, Великобритания                  | Трава     | Финал      | 4-6, 7-6(2), 7-6(8)        |
| 2018 |                        |         |                                         |           |            |                            |
| 37.  | Джек Сок               | 10      | Индиан-Уэлс, США                        | Хард      | 3-й раунд  | 7-6(6), 4-6, 6-4           |
| 38.  | Давид Гоффен           | 9       | Лондон, Великобритания                  | Трава     | 1-й раунд  | 6-3, 6-7(7), 6-3           |
| 39.  | Андрей Рублёв          | 9       | Кубок Дэвиса, Мадрид, Испания           | Хард (i)  | группа     | 2-6, 6-3, 6-4              |